# Булычёв, Вячеслав Александрович
Вячеслав Александрович Булычёв (12 (24) сентября 1872 — 10 апреля 1959) — русский и советский музыкально-литературный деятель, хоровой дирижёр, композитор, педагог.

## Биография
Родился 12 (24) сентября 1872 года в Пятигорске, учился в Москве.
После окончания в 1893 году 4-й Московской гимназии, в 1893—1896 годах учился в Московской консерватории у педагогов К. А. Киппа (фортепиано), М. М. Ипполитова-Иванова (гармония) и С. И. Танеева (полифония). Благодаря занятиям с последним у Булычёва возник интерес к творчеству композиторов XV—XVII веков. Одновременно, он учился на юридическом факультете Московского университета, который окончил в 1897 году.
С 1896 года занимался музыкально-литературной деятельностью, основные сочинения посвящены хоровому пению, в частности внедрению его в систему школьного образования. В 1909 году Булычёв организовал Московскую симфоническую капеллу на базе созданного им же в 1895 году небольшого любительского хора. При капелле им было основано музыкальное издательство. В 1900 году совместно с Е. Э. Линёвой создал хор Пречистенских курсов для рабочих, которым руководил до 1913 года. На курсах Булычёв бесплатно преподавал основы хорового искусства, теорию музыки и сольфеджио. В 1909 году создал из хора Московскую симфоническую капеллу, которая объединяла смешанный хор с хором мальчиков и симфонический оркестр. В концертах, просуществовавшей до 1915 года капеллы, принимали участие певцы — солисты Большого театра В. Р. Петров, П. И. Тихонов, солисты Московского филармонического общества А. Рождественская, П. Ж. Доберт. В репертуар капеллы входили мессы И. С. Баха и Бетховена, реквиемы В. А. Моцарта, Л. Керубини, Дж. Верди, оратории Й. Гайдна, Р. Шумана, Ф. Мендельсона и др. (оратории исполнялись на русском языке в переводе Булычёва); при подготовке концертов Булычёв пользовался консультациями Танеева.
В 1907 году Булычёв совместно с С. И. Танеевым, Э. К. Розеновым и М. В. Ивановым-Борецким основал общество «Музыкально-теоретическая библиотека», которое собрало крупнейшую в России специальную библиотеку общественного пользования и предоставляло музыкантам книги и ноты для научной работы. С 1924 года библиотека находилась в ведении Московской государственной консерватории.
В 1916—1918 годах Булычёв жил и работал в Нижнем Новгороде, Самаре, Костроме и Киеве. В 1918 году уехал в Бессарабию. Занимался там просветительской работой. В 1919 году он создал в Кишинёве Симфонический молодёжный хор, которым руководил до 1926 года и содержал из собственных средств. С 1921 по 1923 год Булычёв жил в Италии, после чего вернулся в Кишинёв. В 1930 году основал Бессарабское музыкально-историческое общество с музыкальной школой, был её директором. Выступал с лекциями и концертами, посвящёнными творчеству европейский и русских композиторов. После присоединения Бессарабии к СССР Булычёв работал в Советской Молдавии, преподавал в Кишинёвской консерватории (в 1940—1941 годах занимал должность заместителя директора по научной части и декана теоретико-композиторского факультета).
В 1944 году вместе с семьёй переехал в Румынию, где работал учителем музыки в сельской школе. С 1951 года до своей смерти жил в Бухаресте.

## Сочинения
- Хоровое пение в общеобразовательной школе, вып. 1, 2. — М., 1904
- Орландо Лассо. — М., 1908
- Музыка строгого стиля и классического периода как предмет деятельности Моск. симфонической капеллы. — М., 1909
- Хоровое пение как искусство, вып. 1, 2. — М., 1910